# Вислок
Вислок (пољ. Wisłok) је река у Пољској. Дуга је 205 km. Улива се у Сан. 